# 今村保忠
今村 保忠（いまむら やすただ、1959年 - ）は、日本の生化学者、工学院大学教授、学長、学校法人工学院大学理事長。
おもな研究テーマは、コラーゲンを基質とする細胞培養などの生化学研究。

## 経歴
鹿児島県生まれ。同県肝属郡東串良町川東の役所地区出身。1978年鹿児島県立鹿屋高等学校卒業。
1983年に東京大学教養学部基礎科学科を卒業して大学院に進み、1985年に東京大学大学院理学系研究科相関理化学専攻修士課程を修了、1987年11月に博士課程を中途退学して、東京大学教養学部化学教室の助手となった。
1989年9月、「筋小胞体Ca[2+]輸送ATPaseにおけるエネルギー共役機構の研究」により、東京大学から理学博士を取得した。
1994年に東京大学大学院総合文化研究科生命環境科学系助手に転じ、1997年から1999年にかけてはアメリカ合衆国のウィスコンシン大学マディソン校に客員研究員として滞在した。
2005年から工学院大学に非常勤講師として出講するようになり、2006年に工学院大学工学部応用化学科の助教授となって、2007年に制度変更により准教授に移行し、2008年に教授に昇任した。2015年には、先進工学部生命化学科教授に転じた。
工学院大学では、2018年に副学長、2020年に先進工学部学部長、学校法人工学院大学理事と役職を歴任し、2024年4月に工学院大学学長となった。さらに同年12月には、今村が学長に在任のまま、学校法人工学院大学理事長も兼ねることになった。これは、キャンパス再開発計画をめぐり、理事会と評議員会が長期間対立し、ガバナンス不全に陥るという事態を招いた前任理事長の辞任を受けての措置であった。